# Le Bény-Bocage
Le Bény-Bocage là một xã ở tỉnh Calvados, thuộc vùng Normandie ở tây bắc nước Pháp.